# 45 nanómetros

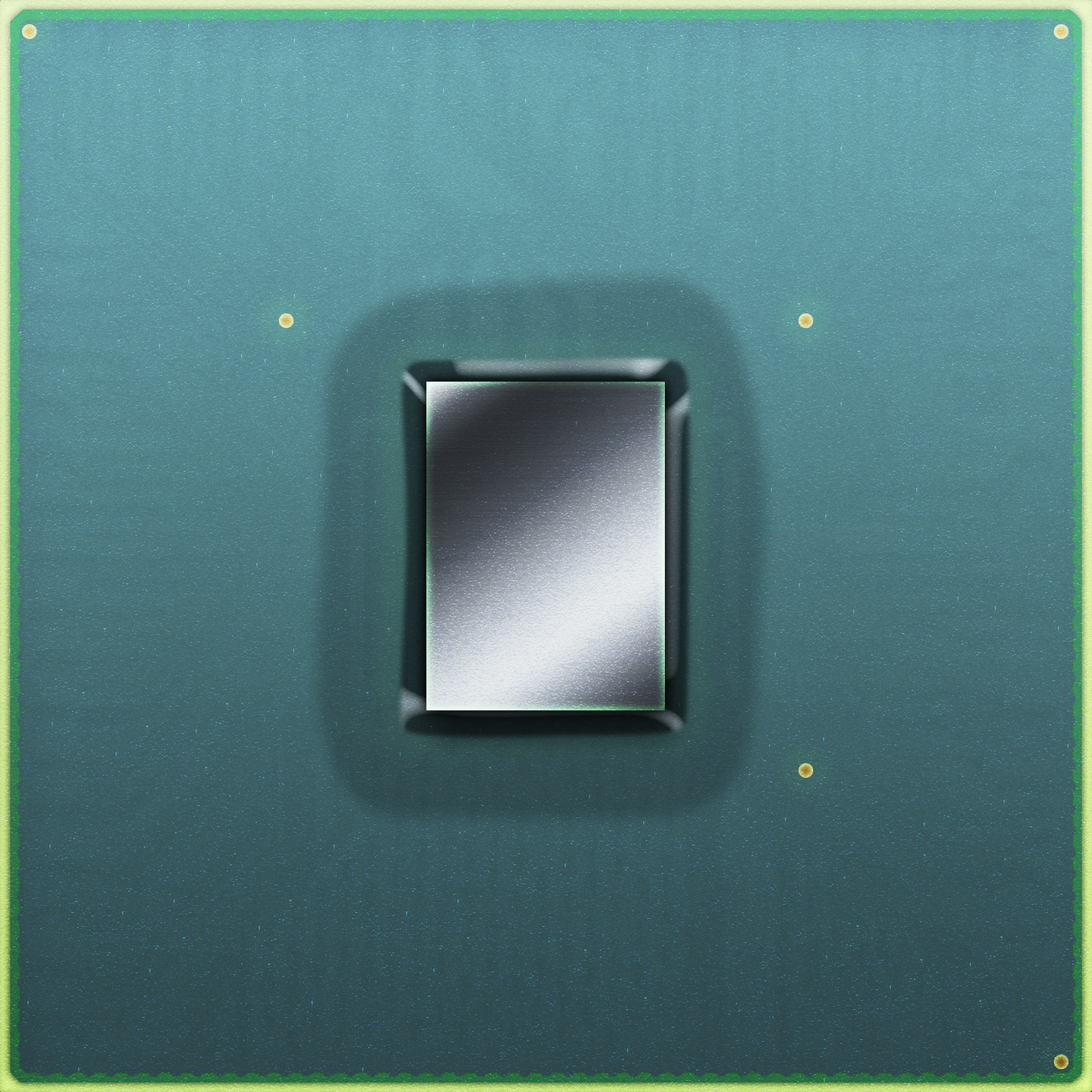
Ilustración de la CPU utilizada en la consola de juegos PS3 de Sony. Este microprocesador se llama Cell BE y utiliza una tecnología de fabricación de 45 nm.

45 nanómetros (45nm) es la tecnología de fabricación de semiconductores, en la que los componentes están fabricados en una 45 milmillonésima partes de un metro.

## Visión general
Su uso estaba destinado sobre todo, a la fabricación microprocesadores CMOS.

### Microprocesadores

#### Familia Intel
- Penryn (Intel Core 2)
- Nehalem

#### Familia AMD
- AMD Phenom II

## Historia

### Predecesor
65 nanómetros (65nm) era la anterior tecnología de fabricación de semiconductores.

### Sucesor
32 nanómetros (32nm) sustituye a los 45nm como la tecnología de fabricación de semiconductores.